# Левицький Микола
Микола Левицький (псевдо: «Макаренко», «Славута», «Мікадо»; нар. травень 1914, с. Серафинці, Городенківський район, Івано-Франківська область — пом. 8 серпня 1944, Самбірський район, Львівська область) — український військовик, майор УПА, шеф штабу Воєнної Округи УПА «Заграва», інспектор штабу УПА-Північ.

## Життєпис
Народився у травні 1914 року в селі Серафинці (тепер Городенківський район Івано-Франківська область).
Член ОУН з 1936 року. Входив до повітової екзекутиви ОУН Городенківщини.
Чотовий легіону «Нахтігаль» у 1941 році, а згодом 201 бальйону «Шуцманшафт». У січні 1943 року був заарештований ґестапо. 
З травня по липень 1943 начальник оперативного відділу військового штабу Воєнної Округи УПА «Заграва», з липня 1943 року — шеф штабу Воєнної Округи УПА «Заграва». З грудня 1943 інспектор штабу УПА-Північ.
8 серпня 1944 загинув у сутичці з німецькою фронтовою частиною під час спроби переходу лінії фронту. 